# Giuliano Montaldo
Giuliano Montaldo ([Mare Cavaler]) (n. 22 februarie 1930, Genova, Italia – d. 6 septembrie 2023, Roma, Italia) a fost un regizor de film, actor și scenarist italian. A apărut în Atențiune! Bandiți! (1950) și a regizat filme ca Sacco și Vanzetti (1971), Giordano Bruno (1973) sau Ultimul post de control (1976).

## Biografie
Ca student, Montaldo a fost ales de regizorul Carlo Lizzani pentru rolul principal din filmul său Atențiune! Bandiți! (1950). Au urmat roluri în filme regizate de Luciano Emmer, Valerio Zurlini și Francesco Maselli. După aceste experiențe, Montaldo a început să lucreze ca asistent de regizor cu Lizzani și Gillo Pontecorvo (La battaglia di Algeri, 1966). Primele sale scurtmetraje au fost realizate în 1958/1959.
În 1960 a realizat primul său lungmetraj Tiro al piccione despre un tânăr din Republica Salò, care a fost prezentat în competiție la Festivalul de Film de la Veneția în 1961. A urmat Una bella grinta în 1965, pentru care a scris și scenariul cinic despre boom-ul economic al Italiei. Filmul a câștigat Premiul Special al Juriului la Berlinale.
Montaldo și-a continuat cariera cu filmele Dio è con noi (1969) și Sacco și Vanzetti (1971). A fost din nou nominalizat la Palme d'Or la Festivalul de Film de la Cannes pentru Dio è con noi, un film despre abuzurile puterilor militare și religioase. Montaldo a rămas activ ca regizor până în 2011 și ca actor până în 2022.
În 1982 a produs monumentalul serial de televiziune Marco Polo, pentru care a câștigat un premiu Emmy.
În 1989 a regizat Timpul să ucizi (1989), cu Nicolas Cage, bazat pe romanul lui Ennio Flaiano despre Al Doilea Război Italo-Etiopian.
În 2007 a primit premiul David di Donatello pentru activitatea de-a lungul vieții sale. Cu filmul său L'industriale a câștigat Globo d'Oro pentru cel mai bun film în 2012.
A decedat la 6 septembrie 2023 la Roma.

## Filmografie parțială

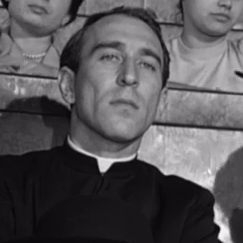
Giuliano Montaldo în Il momento più bello (1957)

### Ca actor
- 1951 Atențiune! Bandiți! (Achtung! Banditi!), regia Carlo Lizzani – comisarul Lorenzo
- 1953 La cieca di Sorrento, regia Giacomo Gentilomo – ca Sacerdot[16]
- 1953 Ai margini della metropoli, regia Carlo Lizzani și Massimo Mida[17]
- 1957 Il momento più bello

### Ca regizor
- 1961 Tiro al piccione - debut regizoral[18]
- 1964 Nudi per vivere - documentar
- 1964 Extraconiugale (segmentul La moglie svedese)
- 1965 Una bella grinta
- 1967 Ad ogni costo
- 1968 Gli intoccabili
- 1969 Dio è con noi

- 1971 Sacco și Vanzetti
- 1973 Giordano Bruno
- 1976 Ultimul post de control
- 1978 Circuit închis (Circuito chiuso)
- 1979 Il giocattolo
- 1984 L'addio a Enrico Berlinguer
- 1987 Il giorno prima
- 1987 Gli occhiali d'oro
- 1990 Timpul să ucizi
- 1992 Ci sarà una volta - documentar
- 1997 Le stagioni dell'aquila - documentar
- 2008 I demoni di San Pietroburgo
- 2011 L'industriale